# Siegfried Griesa
Siegfried Griesa (* 1936 in Königsberg) ist ein deutscher Prähistoriker.
Siegfried Griesa wurde 1974 an der Humboldt-Universität in Berlin mit einer Arbeit zur Göritzer Gruppe promoviert. Er leitete von 1980 bis 1984 die Ausgrabungen auf dem Burgwall Lossow. 1984 wurde er in Nachfolge von Hans-Joachim Dölle Leiter der Abteilung für Ur- und Frühgeschichte des Museums für Deutsche Geschichte und blieb in dieser Position bis zur Auflösung des Museums im Zuge der Deutschen Wiedervereinigung. Von 1991 bis 2001 war er Direktor des stadtgeschichtlichen Museums Viadrina in Frankfurt (Oder). Er war mit der Prähistorikerin Ingrid Griesa verheiratet.

## Schriften (Auswahl)
- Die Göritzer Gruppe und ihre Stellung in der frühen Eisenzeit im Gebiet der unteren und mittleren Oder sowie an der unteren Warta. Dissertation Humboldt-Universität Berlin 1974.
- Die Göritzer Gruppe. Deutscher Verlag der Wissenschaft, Berlin 1982.
- mit Ulrich Knefelkamp (Hrsg.): Frankfurt an der Oder 1253-2003. Berlin 2003.
- Der Burgwall von Lossow. Forschungen von 1909 bis 1984. Verlag Marie Leihdorf, Rahden/Westf. 2013, ISBN 978-3-86757-316-0

| Personendaten    | Personendaten           |
| ---------------- | ----------------------- |
| NAME             | Griesa, Siegfried       |
| KURZBESCHREIBUNG | deutscher Prähistoriker |
| GEBURTSDATUM     | 1936                    |
| GEBURTSORT       | Königsberg              |